# Stanisław Grolicki

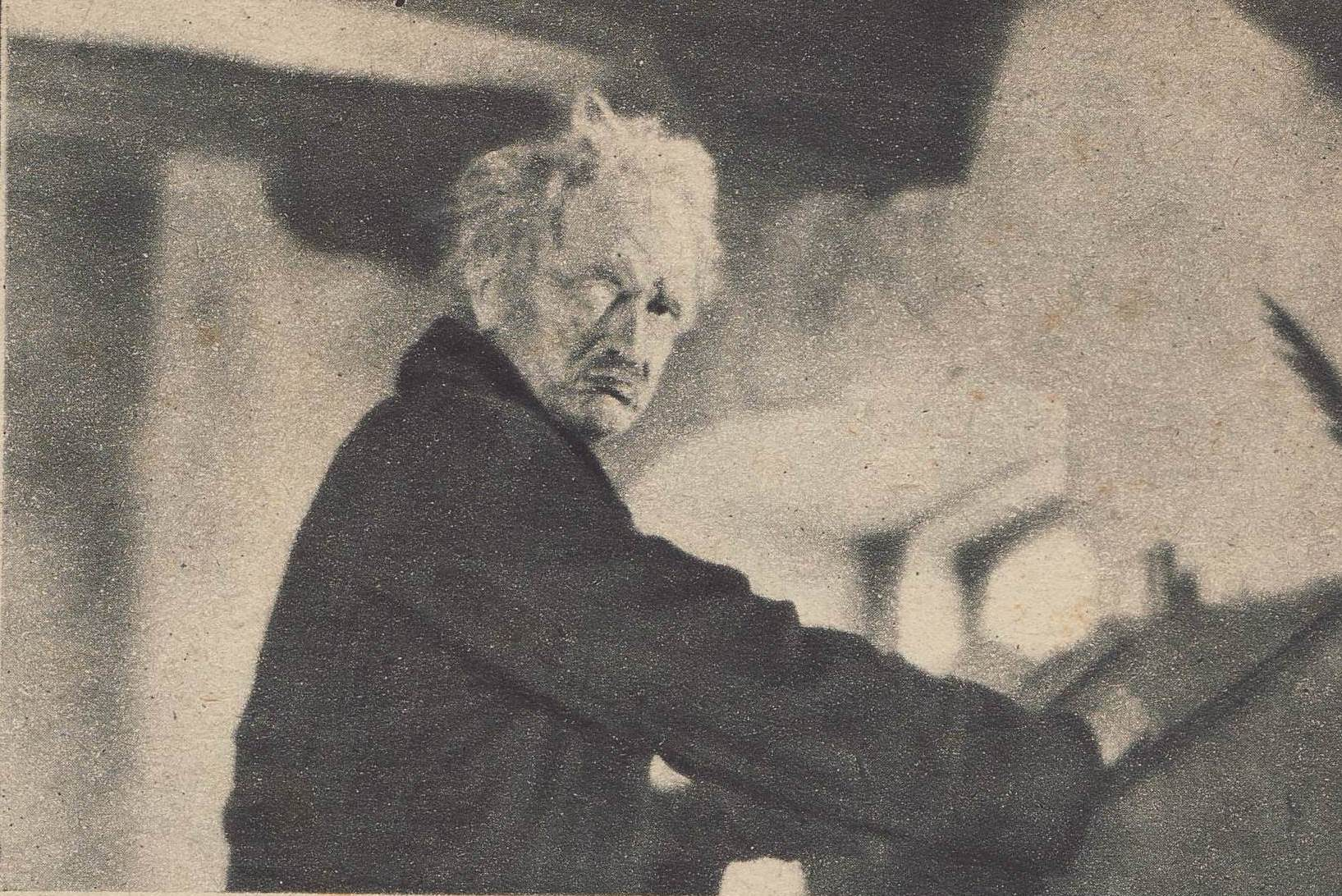
Stanisław Grolicki w filmie "Zdradzieckie serce"

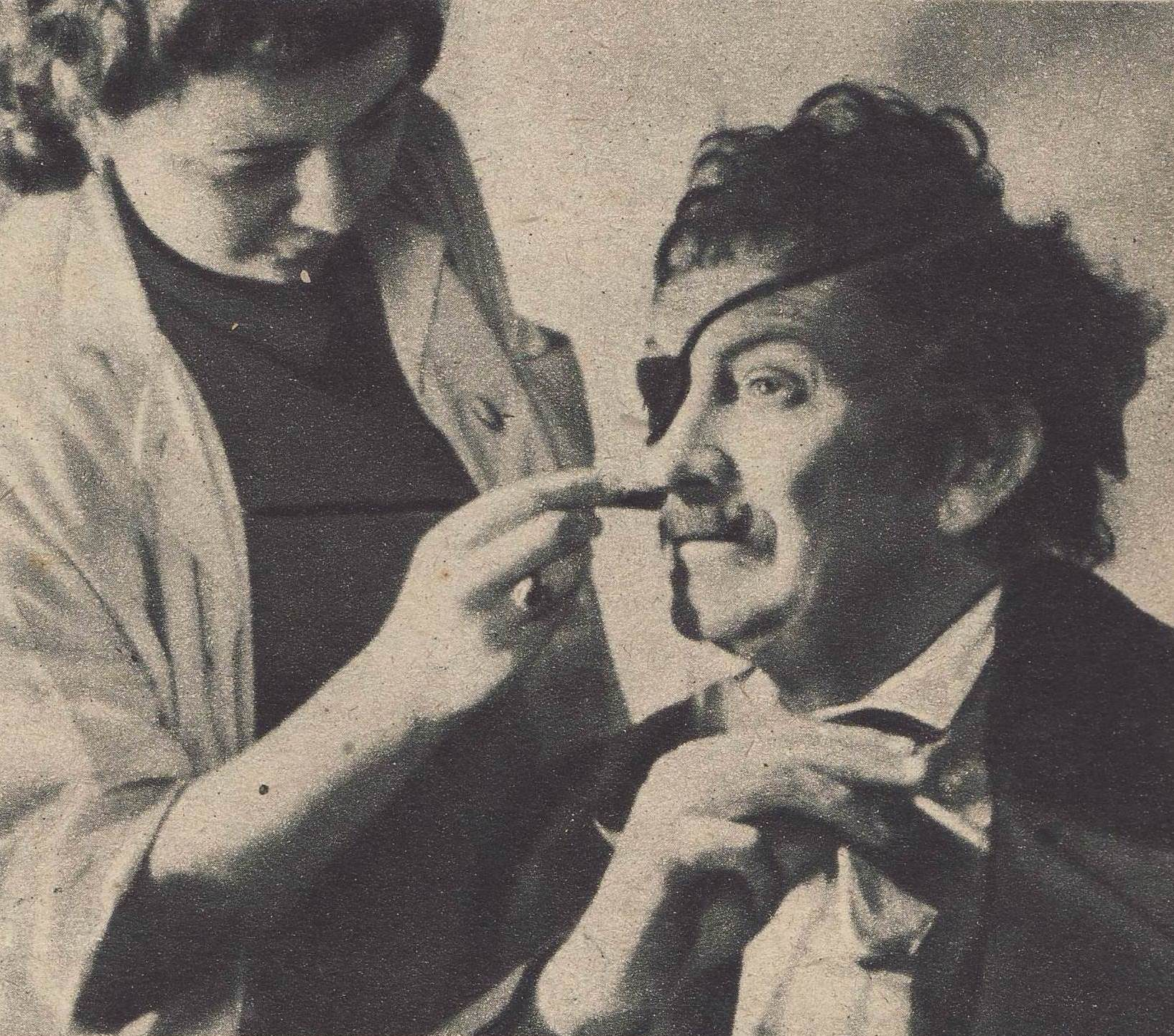
Stanisław Grolicki podczas nagrywania filmu "Zdradzieckie serce". Zdjęcie z 1 lutego 1947, dnia śmierci Gorlickiego na zawał serca.

Stanisław Grolicki, właśc. Stanisław Grolich (ur. 2 lutego 1892 w Krakowie, zm. 1 lutego 1947 w Łodzi) – polski przedwojenny aktor teatralny i filmowy.

## Życiorys

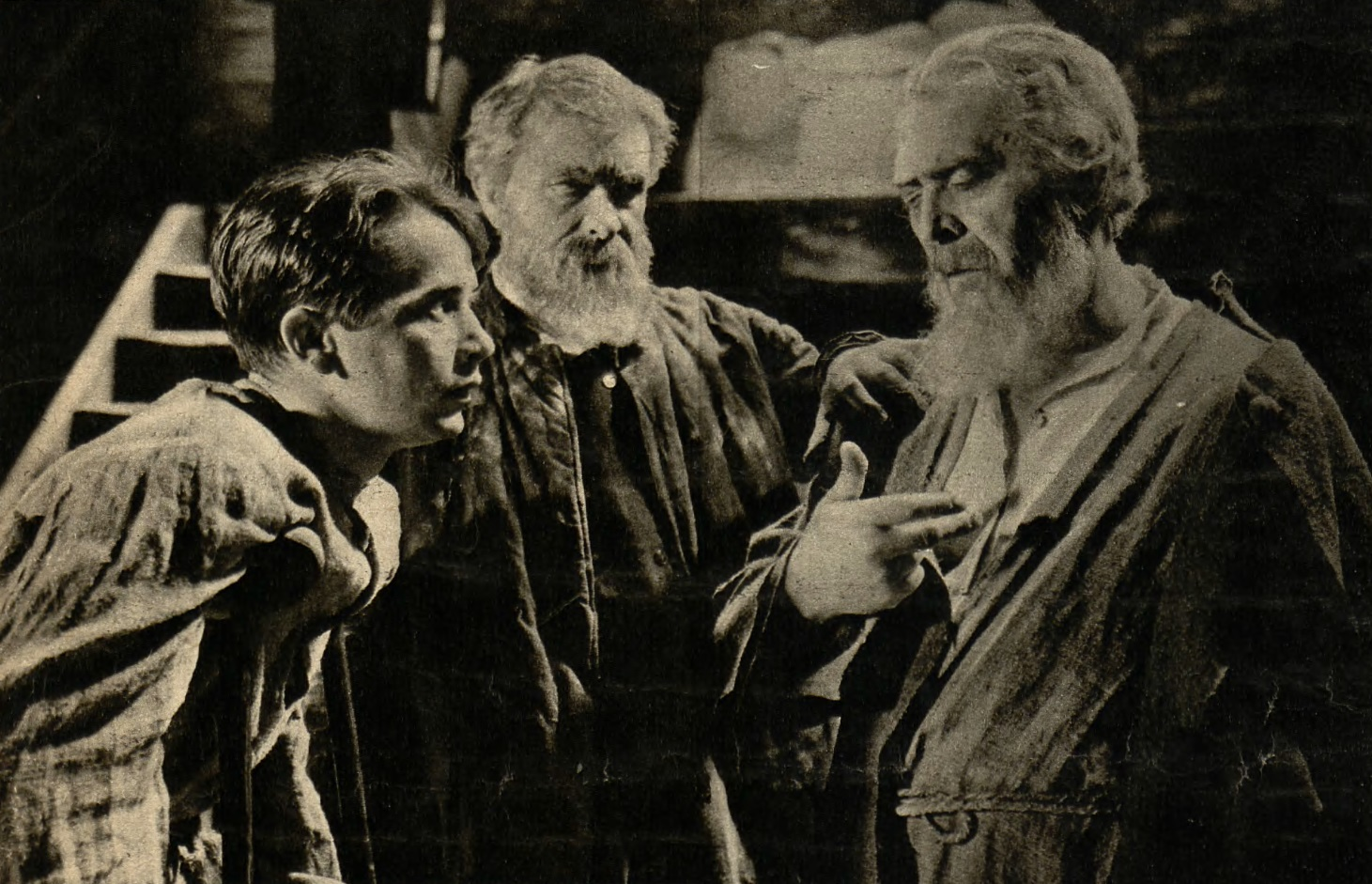
Kazimierz Junosza-Stępowski, Stanisław Grolicki i Włodzimierz Łoziński w scenie z filmu Znachor (źródło: Światowid 1/1939)

Syn Stanisława  Julii z Tarczyńskich. Ukończył szkołę średnią w Wadowicach oraz akademię handlową w Wiedniu. Od 1914 służył w Legionach Polskich.
Debiutował na deskach Teatru Ludowego w Krakowie w 1914 r. W okresie międzywojennym występował na deskach polskich teatrów Krakowa, Warszawy, Poznania, Torunia, Łodzi i Wilna. Podczas okupacji występował w Teatrze Komedia oraz w teatrzyku Na Antresoli.  Tuż po wojnie do końca swoich dni występował w Teatrze Wojska Polskiego w Łodzi. Aktor zmarł 1 lutego 1947 r. podczas kręcenia zdjęć w atelier.

## Filmografia
| - 1933 – Prokurator Alicja Horn - 1934 – Córka generała Pankratowa, jako generał gubernator - 1936 – Papa się żeni, jako redaktor - 1936 – Pan Twardowski - 1936 – Bohaterowie Sybiru - 1936 – Wierna rzeka, jako dowódca powstańców - 1937 – Ty, co w Ostrej świecisz Bramie - 1937 – Płomienne serca - 1937 – Halka, jako Damazy - 1937 – Znachor, jako młynarz Prokop - 1937 – Ułan księcia Józefa, jako pułkownik - 1938 – Za zasłoną, jako lekarz | - 1938 – Profesor Wilczur, jako Prokop - 1938 – Florian, jako komendant Fischer - 1938 – Strachy - 1939 – Trzy serca, jako dozorca - 1939 – Włóczęgi, jako dziadek Gałecki - 1939 – U kresu drogi - 1939 – Biały Murzyn, jako profesor Sawicki - 1939 – Nad Niemnem - 1939/1940 – Żołnierz królowej Madagaskaru - 1939/1941 – Przez łzy do szczęścia, jako profesor Dobrzyński - 1939/1942 – Testament profesora Wilczura - 1946 – Dwie godziny, jako barman w "Kolorowej" - 1947 – Zdradzieckie serce |